# دوبژنگوو دوژه
دوبژنگوو دوژه (به لهستانی:  Dobrzyniewo Duże) یک روستا در لهستان است که در گمینا دوبژنگوو دوژه واقع شده‌است. دوبژنگوو دوژه ۱٬۲۰۰ نفر جمعیت دارد.